# Vlag van Paysandú

Vlag van Paysandú (ratio 2:3)

De vlag van Paysandú werd ontworpen door Silvio Giordano en is in gebruik sinds 2 juni 1992.

Eerste vlag van Artigas

De vlag is gebaseerd op de vlag die José Gervasio Artigas vanaf 1812 gebruikte in zijn strijd voor een onafhankelijk Uruguay. Diens vlag toonde aan de boven- en onderzijde smalle banen in de kleurencombinatie blauw-rood-blauw; het midden van Artigas' vlag was wit.
Eenzelfde patroon heeft ook de huidige vlag van Paysandú, maar dan met een bredere witte baan. De zeven banen verhouden zich tot elkaar als 1:1:1:6:1:1:1. In het midden van de vlag van dit departement staat een Passiflora edulis, een soort passiebloem. Deze heeft drie stampers die verwijzen naar de drie keer dat de stad door vijandelijke troepen belegerd werd.
De elementen van de passiebloem komen ook voor in een populaire legende, waarin de drie stampers vergeleken worden met de spijkers waarmee Jezus Christus aan het kruis werd genageld. De vijf kelk- en de vijf kroonbladeren vormen daarbij een verwijzing naar de tien apostelen behalve Petrus en Judas, terwijl de corona op de doornenkroon van Christus lijkt.